# シンシナティ・レッズ (1876-1880年)
ここではナショナルリーグ創設時の1876年にリーグに加盟し、1880年まで活動していたシンシナティ・レッズ（Cincinnati Reds）について述べる。

## 球団史
アメリカ合衆国で最初のプロ野球チームだったシンシナティ・レッドストッキングスは、所属選手の年俸負担により1870年にプロ球団としての活動を止め、翌年創設されたプロ野球リーグナショナル・アソシエーションには、オハイオ州シンシナティを本拠地とする球団は参加しなかった。1876年にナショナルリーグが創設される際、当時シンシナティで食肉加工業で財をなしていたジョサイア・L・ケックという人物が、かつてのレッドストッキングスの成功にならい、プロ球団「レッズ」を創設してリーグに加わった。ケックの食肉加工工場の近くに、新たにアベニュー・グラウンズという球場も建設された。
レッズは、以前レッドストッキングスのメンバーだったチャーリー・グールドやチャーリー・スウィージーなどを呼び寄せたりしたが、リーグ加盟初年は9勝56敗と最下位の成績に終わり、2年目も成績は低迷する。チームは1877年シーズン中の6月19日に一度破綻し、新たなオーナーとなったJ・ウェイン・ネフのもとで再編されることになった。
1878年にはキング・ケリーが加入、先発のウィル・ホワイトが30勝利以上を挙げる活躍をしリーグ2位まで躍進した。しかし好成績は長続きせず、1879年には優勝争いから脱落、チームは1万ドル以上の損失を抱えて財政面の危機を迎えた。オーナーのネフは、この年を最後にナショナルリーグからの脱退を表明していたが、同年10月に、シンシナティのセミプロ球団の所有者だったジャスタス・ソーナーがチームを買い取り、チームは翌年もナショナルリーグに所属することになる。
5年目の1880年には21勝59敗と再び最下位に転落する。ソーナーはシーズン中に、チームの内紛から既にレッズの経営を外れてしまっていた。この年レッズはリーグの規則に違反して球場でビールを販売し、日曜日のグラウンド閉鎖を拒否したため、ナショナルリーグから除名され、チームは消滅した。球団のフランチャイズ権はデトロイトに買い取られ、翌1881年からデトロイト・ウルバリンズがリーグに加盟することとなった。
その後1882年に、上記のソーナーがシンシナティでチームを編成しなおし、この年創設されたアメリカン・アソシエーションに加盟した。これが現在まで続くシンシナティ・レッズである。

## 戦績
| 年度   | リーグ | 試合 | 勝利 | 敗戦 | 勝率 | 順位 | 監督                                           | 本拠地              |
| ------ | ------ | ---- | ---- | ---- | ---- | ---- | ---------------------------------------------- | ------------------- |
| 1876年 | NL     | 60   | 9    | 56   | .138 | 8位  | チャーリー・グールド                           | Avenue Grounds      |
| 1877年 | NL     | 60   | 15   | 42   | .263 | 6位  | リップ・パイク ボブ・アディ ジャック・マニング | Avenue Grounds      |
| 1878年 | NL     | 60   | 37   | 23   | .617 | 2位  | カル・マクヴィー                               | Avenue Grounds      |
| 1879年 | NL     | 80   | 43   | 37   | .537 | 5位  | ディーコン・ホワイト カル・マクヴィー          | Avenue Grounds      |
| 1880年 | NL     | 80   | 21   | 59   | .263 | 8位  | ジョン・クラップ                               | Bank Street Grounds |

## 所属した主な選手
- ウィル・ホワイト：チームの主力投手。190試合に登板し40勝を3度記録。最多奪三振2回。
- キャンディ・カミングス：カーブの考案者とされる。1877年に在籍。
- ディーコン・ホワイト：捕手。後に首位打者2回、最多打点3回。
- キング・ケリー：野手。1878年と1879年に在籍。後に野球殿堂入り。

## 主な球団記録
- 通算安打数：233（ディーコン・ホワイト）
- 通算本塁打：9（チャーレイ・ジョーンズ）
- 通算打点数：113（チャーレイ・ジョーンズ）
- 通算盗塁数：199（ディーコン・ホワイト）
- 通算勝利数：91（ウィル・ホワイト）
- 通算奪三振：562（ウィル・ホワイト）